# بیمه پاسارگاد
شرکت بیمه پاسارگاد به منظور عرضه خدمات بیمه‌های در زمینه بیمه‌های زندگی و غیرزندگی (به طور مستقیم و قبولی اتکائی) و کسب سود متوازن و همسو با مصالح و منافع ملی توسط گروه مـالی پاسـارگاد تأسیس شده است.  بیمه پاسارگاد یکی از پرفروش‌ترین بیمه‌های عمر در ایران است که از سال ۱۳۸۵ فعالیتش را شروع کرده است. این شرکت بیشترین نماینده را در ایران داشته باشد.

## تاریخچه
این شرکــت در تـاریخ ۱۸ بهمن ۱۳۸۵ به شماره ۲۹۰۰۷۰ با سرمایه ۴۵۰ میلیارد ریال که ۵۰ درصد آن پرداخت شده بود، در اداره ثبت شرکتها و مؤسسات غیرتجاری تهران به ثبت رسید. سپس در تاریخ ۲۹ بهمن ۱۳۸۵ پروانه فعالیت خـود را در کلیـه رشتــه‌های بیمه‌ای به شماره ۳۴۶۰۵ از بیمه مرکـزی جمهوری اسلامی ایران دریافت کرد. در تـاریخ ۱ اسفند ۱۳۸۵ با صـدور نخسـتین بیمه نامه، فعالیت رسمی خود را شروع کرد. (کد اقتصادی ۴۱۱۱۱۱۶۵۱۹۴۸ ) شرکت در تاریخ ۵ آبان ۱۳۸۶ مجوز قبولی اتکایی از مؤسسات بیمه داخلی را طی شماره ۲۵۵۹۸ از بیمه مرکزی جمهوری اسلامی ایران دریافت و با صدور اولین گواهی قبولی در تاریخ ۱۸ آذر ۱۳۸۶ فعالیت خود را در این بخش نیز شروع و این مجوز همه ساله تمدید شده است.

## اهداف
- برنامه ریزی جامع به منظور دستیابی به ترکیب مناسب پرتفوی در بیمه‌های اشخاص، اموال و مسئولیت
- برقراری روش‌های مناسب به منظور تسریع در امر پرداخت خسارت و ترویج روش‌های پیشگیری از وقوع خسارت به بیمه گذاران
- گسترش بیمه‌های اتکایی (قبولی) و همچنین دریافت پوشش‌های بیمه اتکایی برای ریسک‌های بزرگ
- توسعه و ترویج خدمات بیمه ای در سطح جامعه به منظور دستیابی به سهم مطلوب از بازار بیمه کشور
- طراحی و عرضه محصولات بیمه ای جدید با توجه به نیازهای جامعه
- برقراری روش‌های مناسب ارزیابی ریسک در جهت انتخاب مطلوب پرتفوی
- سازماندهی و توسعه شبکه فروش به منظور ارائه خدمات مطلوب و گسترده در سراسر کشور
- بهره برداری مناسب از ذخایر و اندوخته‌های شرکت با حضور فعال در بازار پول و سرمایه کشور

## چشم انداز، ماموریت و اهداف راهبردی
کسب حداکثر سهم بازار بیمه در کشور ایران تا سال ۱۴۰۴ در بین شرکت‌های بیمه خصوصی به عنوان چشم انداز، ارایه خدمات متنوع و مطلوب بیمه ای مورد نظر بیمه گذاران در سراسر ایران به عنوان ماموریت و گسترش شبکه خدمات رسانی به موقع و مناسب در اقصی نقاط ایران به عنوان راهبرد بیمه پاسارگاد عنوان شده است.

## هیئت مدیره
ابوالقاسم دباغ، رئیس هیأت مدیره، معصوم ضمیری، نایب رئیس هیأت مدیره و مدیرعامل، حمید احمدزاده کاشانی، عضو هیأت مدیره موظف، نصراله طهماسبی آشتیانی، عضو هیأت مدیره موظف و رحیم مصدق، عضو هیأت مدیره موظف به عنوان اعضای هیئت مدیره بیمه پاسارگاد هستند.

## سهامداران
این شرکت شامل ۱۵ سهامدار عمده است. شرکت بانک پاسارگاد، شرکت مدیریت توسعه پارس حافظ، شرکت نظم آوران شایسته، شرکت نیک اندیشان سروش فجر، شرکت نسیم تجارت فردا، شرکت توسعه تجارت غرب ایرانیان، شرکت ارمغان تجارت پایدار، شرکت تجارت و توسعه مهرآفرینان ونداد، شرکت نظم آوران پویای ایرانیان، شرکت دانش گستران آتی ساز پویا، موسسه بنیاد فرهنگی مصلی نژاد، سهامدار حقیقی، شرکت اندیشه سازان بسامان ونداد،  سایر سهامداران حقوقی (۸۱ مورد) و سایر سهامداران حقیقی (۱۹٬۵۵۶ نفر) سهام این شرکت را تعیین می‌کنند.

## محصولات
محصولات این شرکت شامل بیمه اشخاص، بیمه اموال و بیمه‌های مسئولیت است. بیمه اشخاص شامل بیمه عمر و تامین آتیه، بیمه عمر، بیمه حوادث و بیمه درمان است. همچنین بیمه اموال شامل بیمه اتومبیل، آتش سوزی، باربری، بیمه مهندسی و انرژِی و بیمه ریسک‌های متنوع است. بیمه‌های مسئولیت نیز شامل بیمه کارفرما در مقابل کارکنان، بیمه مسئولیت مدنی عمومی، بیمه مسئولیت مدنی حرفه‌ای و دریافت فرم‌های پیشنهاد است.

## مسئولیت‌های اجتماعی
در هشتمین دوره کنفرانس ملی فرهنگ سازمانی و جایزه مسئولیت اجتماعی بیمه پاسارگاد در بخش مقالات موفق به کسب رتبه نخست و سوم شد و در بخش جایزه مسئولیت اجتماعی موفق به دریافت تقدیرنامه سه ستاره شد. این شرکت با تهیـه و ارسال اقلام بهداشتی از جمله موادضدعفونی، ماسک و دستکش در ۳۲ روستای کپرنشین از توابع زهکلوت شهرستان جیرفت همزمان با شیوع ویروس کرونا به گسترش امر فرهنگ سازی و حفظ بهداشت و سلامت کمک کرد.

## محدوده فعالیت
- انجام عملیات بیمه مستقیم در انواع رشته‌های اموال، اشخاص و مسئولیت بر اساس پروانه‌های فعالیت صادره از سوی بیمه مرکزی ایران.[۸]
- تحصیل پوشش بیمه اتکایی در رابطه با بیمه نامه‌های صادره.[۸]

این شرکت در سال ۱۳۸۶ مجوز قبولی اتکایی از مؤسسات بیمه داخلی را از بیمه مرکزی دریافت کرد.
- سرمایه‌گذاری از محل سرمایه و ذخایر و اندوخته‌های قانونی و فنی با رعایت ضوابط پیش‌بینی شده در مصوبات شورای عالی بیمه.[۸]

طرح بیمه مستمری بیمه عمر پاسارگاد طرح جدیدی است که از ابتدای دی ماه سال ۱۴۰۰ توسط شرکت پاسارگاد ارائه شده است.

## آمار
این شرکت در سراسر کشور در بیش از ۱۵ مدیریت منطقه، 93 شعبه ۲۲۰۰ نمایندگی فعال و ۸۴۰۰ نماینده فروش بیمه عمر و تأمین آتیه دارد.